# Urcesino Xavier de Castro Magalhães
Urcesino Xavier de Castro Magalhães (Vila de Santana do Acaraú, 25 de agosto de 1841 — c. 1890) foi um político brasileiro.
Descendendo dos Castro e Silva que migraram para o Acaraú no século XIX, através de uma linha de batina ainda não totalmente estudada, foi nomeado tabelião do público, judicial e notas,  escrivão do crime e civel na Vila de Santana do Acaraú, em 1867, quando a cidade ainda era chamada de Licânia, permanecendo na função até seu óbito no primeiro quartel de 1900.
Segundo consta do livro Assembleia Legislativa 1835-1947, de autoria de Hugo Victor Guimarães, Urcesino Xavier de Castro Magalhães foi um líder político de grande influência e prestígio, havendo sido sido contemporâneo do grande homem público também nascido em Santana do Acaraú, João Cordeiro, que muito honrou ao Ceará.
Logo que foi criado, em 1891, o Centro Republicano Santanense, o coronel Urcesino Xavier de Castro Magalhães foi eleito seu segundo Vice-Presidente. Urcesino Xavier de Castro Magalhães exerceu diversos mandatos legislativos, merecendo destaque especial sua participação como deputado constituinte em 1892, durante o Segundo Congresso Constituinte do Ceará.
Recorde-se que após o movimento armado de 16 de fevereiro de 1892 que depôs o governador do Ceará José Clarindo de Queirós, o vice-governador major Benjamin Liberato Barroso, em 18 de fevereiro de 1892, dissolveu o congresso constituinte cearense e convocou um novo congresso com poderes ilimitados e constituintes para reorganizar o estado do Ceará sobre as bases da constituição promulgada a 16 de junho de 1891.
Foram as novas eleições realizadas em 10 de abril de 1892, sendo instalado o Segundo Congresso Constituinte do Ceará em 10 de maio de 1892, havendo seus trabalhos se estendidos até 12 de junho de 1892, data de promulgação da Segunda Constituição Política do Estado do Ceará, que trouxe a consolidação do sistema unicameralista do poder legislativo, através da criação da assembleia legislativa e a extinção do senado estadual e vigorou durante 33 anos quase sem sofrer alterações.